# 황진영 (작가)
황진영은 대한민국의 텔레비전 드라마 작가이다.

## 주요 작품
- 2008년 영화 쌍화점 ... 각색
- 2011년 MBC 광복절 특집극 《절정》 ... 집필
- 2013년 ~ 2014년 MBC 일일 특별기획 드라마 《제왕의 딸 수백향》 ... 집필
- 2017년 MBC 월화 특별기획드라마 《역적 : 백성을 훔친 도적》 ... 집필
- 2023년 MBC 드라마 《연인》 ... 집필

## 수상
- 2007년 KT 디지털콘텐츠공모전 대상
- 2017년 MBC 연기대상 올해의 작가상